# Sergio Sebastiani
Pour les articles homonymes, voir Sebastiani.
Sergio Sebastiani, né le 11 avril 1931 à Montemonaco  (Marches) et mort le 16 janvier 2024 à Rome (Latium), est un cardinal italien de la Curie romaine, président de la préfecture pour les affaires économiques du Saint-Siège de 1997 à 2008.

## Biographie

### Prêtre
Sergio Sebastiani a suivi ses études à Rome où il a obtenu un doctorat en droit canon à l'université pontificale du Latran.
Il est ordonné prêtre le 15 juillet 1956 pour le diocèse de Fermo.
Après avoir étudié à l'Académie pontificale ecclésiastique, qui forme les diplomates du Vatican, il est envoyé au Pérou (en), au Brésil (en) et au Chili (en) avant de devenir secrétaire des cardinaux Amleto Cicognani et Jean-Marie Villot, secrétaires d'État successifs.

### Évêque
Nommé archevêque titulaire de Césarée-en-Maurétanie (de) et Pro-nonce apostolique à Madagascar (en) et à l'Île Maurice (en) le 23 septembre 1976, Sergio Sebastiani a été consacré le 30 octobre suivant par le cardinal Jean-Marie Villot.
Le 8 janvier 1985, il est nommé nonce apostolique en Turquie (en).
Il est rappelé à la curie romaine le 15 novembre 1994 comme secrétaire général du Comité central pour le grand jubilé de l'an 2000 avant d'être nommé président de la Préfecture pour les affaires économiques du Saint-Siège le 3 novembre 1997. Il se retire de cette charge le 12 avril 2008. Il y est remplacé par le cardinal Velasio de Paolis.

### Cardinal
Jean-Paul II le crée cardinal lors du consistoire du 21 février 2001 avec le titre de cardinal-diacre de Sant'Eustachio. Après dix ans, Sergio Sebastiani est élevé au rang de cardinal-prêtre pro hac vice de Sant'Eustachio.
Au sein de la curie romaine, il est également membre de la Congrégation pour le clergé, de la Congrégation des évêques, de la Congrégation pour les causes des saints, de la Congrégation pour l'évangélisation des peuples,, du Conseil pontifical pour la promotion de l'unité des chrétiens, du Conseil pontifical pour le dialogue inter-religieux et du Tribunal suprême de la Signature apostolique.
Il participe au conclave de 2005 qui voit l'élection de Benoît XVI. Il atteint la limite d'âge des cardinaux non-électeurs le 11 avril 2011, ce qui l'empêche de prendre part aux votes du conclave de 2013 qui voit l'élection du pape François.

### Mort
Sergio Sebastiani meurt à Rome le 16 janvier 2024, à l’âge de 92 ans. 

## Succession apostolique
La succession apostolique è:
- Évêque Antuvan Marovitch (de) (1987)
- Évêque Louis Pelâtre, A.A. (1992)
- Archevêque Piero Coccia (it) (2004)